# We Are the Fallen
We Are the Fallen — хард-рок-гурт із елементами готичного металу, що був утворений в Лос-Анджелесі в 2009 році. Склад гурту становить колишня учасниця шоу American Idol Карлі Смітсон, колишні учасники метал-гурту Бен Муді, Роккі Грей і Джон ЛеКомпт, та Марті О'Брайян. Назва гурту є алюзією дебютного альбому Evanescence — «Fallen». Дебютний студійний альбом гурту — «Tear the World Down», вийшов у травні 2010.

## Склад
- Карлі Смітсон — вокал
- Бен Муді — електрогітара
- Роккі Грей — ударні
- Джон ЛеКомпт — ритм-гітара
- Марті О'Брайян — бас-гітара

## Дискографія
- 2010: Tear the World Down